# Épinouze
Épinouze település Franciaországban, Drôme megyében. Lakosainak száma 1527 fő (2022. január 1.). Épinouze Anneyron, Lapeyrouse-Mornay, Manthes, Saint-Sorlin-en-Valloire, Bougé-Chambalud és Jarcieu községekkel határos.

## Népesség
A település népességének változása:
| Lakosok száma | 981  | 956  | 968  | 1250 | 1578 | 1594 | 1521 | 1510 | 1520 | 1527 |
|               | 1968 | 1982 | 1990 | 2006 | 2013 | 2015 | 2017 | 2019 | 2020 | 2022 |